# Malcolm Ross
Malcolm David Ross (Londra, 3 maggio 1942) è un linguista australiano, professore alla Università Nazionale Australiana.
È conosciuto soprattutto per i suoi lavori sulle lingue austronesiane e papuane, sulla glottologia ed i contatti linguistici.